# Gorgip I.
Gorgip I. (starogrško Горгиппос, Gorgippos) je bil sin Satira I. in skupaj s svojim bratom Levkonom I. sovladar Bosporskega kraljestva, * okoli 410 pr. n. št., Bosporsko kraljestvo,  349 pr. n. št., Bosporsko kraljestvo. 
Vladal je iz Gorgipije vzhodnemu delu kraljestva in bil pomembna osebnost bosporskih širitvenih vojn. Zdi se, da je končal vojno, ki jo je njegov oče neuspešno začel s kraljico Tirgatao Meoško zaradi krivic, ki jih je Satir I. naredil v diplomatskih odnosih s Hekatejem Sindskim. Zdi se tudi, da je sindsko prestolnico Sindijo po sebi preimenoval v Gorgipijo.
V govoru proti atenskemu govorniku Demostenu je bil Gorgip poleg Perisada I. in Satira I. opisan kot eden od "sovražnih tiranov". Demosten je zaradi odnosa svojega starega očeta s Spartokidi Perisadu I. in Satiru I. v Atenah postavil kipa. V istem govoru je bilo omenjeno tudi to, da je Demosten od Gorgipa prejemal tisoč mernikov žita letno.
Gorgipova hči Komosarija je bila morda sindskega porekla. Poročila se je s svojim bratrancem Perisadom I., kasnejšim vladarjem Bosporskega kraljestva.